# Deerfield (Michigan)
Pour les articles homonymes, voir Deerfield.
Deerfield est un village du comté de Lenawee dans l’État du Michigan aux États-Unis.
En 2010, sa population était de 898 habitants.